# 箱崎川
箱崎川（はこざきがわ）は、東京都中央区にかつて存在した河川である。

## 概要
隅田川の日本橋中洲[北緯35.685581度0分0秒 東経139.792391度0分0秒]より日本橋川（現在の亀島川分岐点付近[北緯35.679979度0分0秒 東経139.782697度0分0秒]）までの本流（1.06km）と本流・浜町川の合流点[北緯35.682904度0分0秒 東経139.788615度0分0秒]と隅田川[北緯35.681781度0分0秒 東経139.790125度0分0秒]の間を結ぶ支川（0.12km）（日本橋箱崎町と日本橋中洲の境）が存在した。首都高速道路および東京シティエアターミナル建設のため1971年（昭和46年）に本流が、1972年（昭和47年）に支川が埋立てられ消滅した。菖蒲河岸、永久河岸、蛎殻河岸、行徳河岸があった。
箱崎川は隅田川・日本橋川・小名木川・浜町川を利用する水運の中継点として多数の船が行き交い、沿岸には倉庫が多数建てられていたという。現在では往時の様子は殆ど残っておらず僅かに橋のあった地点の道路が盛り上がっている程度である。
稲荷堀、箱崎川支堀が流れ込んでいたが、稲荷堀は1905年に、箱崎川支堀は1888年に埋め立てられている。

## 橋梁
- 菖蒲橋 [北緯35.683697度0分0秒 東経139.789917度0分0秒]
- 永久橋 [北緯35.681096度0分0秒 東経139.784976度0分0秒]
- 箱崎橋 [北緯35.680137度0分0秒 東経139.783018度0分0秒]

## 河岸
- 菖蒲河岸
- 永久河岸
- 蛎殻河岸
- 行徳河岸

## その他
箱崎川の跡地は主に箱崎ジャンクションをはじめとする公共施設の用地として使われており、支川の跡地には首都高速道路株式会社東京東局の建物（3階に箱崎パーキングエリアがある）や東京都下水道局箱崎ポンプ所などがある。